# Bridget Wingfield
Pour les articles homonymes, voir Wingfield.
 (juillet 2023).
La mise en forme du texte ne suit pas les recommandations de Wikipédia : il faut le « wikifier ».
Les points d'amélioration suivants sont les cas les plus fréquents. Le détail des points à revoir est peut-être précisé sur la page de discussion.
- Les titres sont pré-formatés par le logiciel. Ils ne sont ni en capitales, ni en gras.
- Le texte ne doit pas être écrit en capitales (les noms de famille non plus), ni en gras, ni en italique, ni en « petit »…
- Le gras n'est utilisé que pour surligner le titre de l'article dans l'introduction, une seule fois.
- L'italique est rarement utilisé : mots en langue étrangère, titres d'œuvres, noms de bateaux, etc.
- Les citations ne sont pas en italique mais en corps de texte normal. Elles sont entourées par des guillemets français : « et ».
- Les listes à puces sont à éviter, des paragraphes rédigés étant largement préférés. Les tableaux sont à réserver à la présentation de données structurées (résultats, etc.).
- Les appels de note de bas de page (petits chiffres en exposant, introduits par l'outil «  Source ») sont à placer entre la fin de phrase et le point final[comme ça].
- Les liens internes (vers d'autres articles de Wikipédia) sont à choisir avec parcimonie. Créez des liens vers des articles approfondissant le sujet. Les termes génériques sans rapport avec le sujet sont à éviter, ainsi que les répétitions de liens vers un même terme.
- Les liens externes sont à placer uniquement dans une section « Liens externes », à la fin de l'article. Ces liens sont à choisir avec parcimonie suivant les règles définies. Si un lien sert de source à l'article, son insertion dans le texte est à faire par les notes de bas de page.
- La présentation des références doit suivre les conventions bibliographiques. Il est recommandé d'utiliser les modèles {{Ouvrage}}, {{Chapitre}}, {{Article}}, {{Lien web}} et/ou {{Bibliographie}}. Le mode d'édition visuel peut mettre en forme automatiquement les références.
- Insérer une infobox (cadre d'informations à droite) n'est pas obligatoire pour parachever la mise en page.

Pour une aide détaillée, merci de consulter Aide:Wikification.
Si vous pensez que ces points ont été résolus, vous pouvez retirer ce bandeau et améliorer la mise en forme d'un autre article.
Bridget Wiltshire, plus connue sous le nom de Lady Wingfield (décédée en janvier 1534), est une voisine, une amie proche puis une dame de compagnie d'Anne Boleyn, la seconde épouse d'Henri VIII d'Angleterre. Elle est l'épouse de Sir Richard Wingfield (veuf de Catherine Woodville) et la fille de Sir John Wiltshire de Stone Castle dans le Kent, un voisin de la famille Boleyn.
Une lettre d'Anne Boleyn à Bridget a été utilisée comme pièce à conviction dans le procès qui lui est fait pour adultère, inceste et haute trahison. Il semble également qu'une confession de Lady Wingfield sur son lit de mort ait été utilisé dans le cadre de l'enquête qui a conduit à l'arrestation puis à la condamnation d'Anne. Lady Wingfield étant décédée un an ou deux avant le procès, elle n'a jamais pu confirmer ou infirmer le bien fondé des accusations portées sur la base de ces pièces.
Le rapport rédigé par John Spelman, l'un des membres du jury, indique : « Notez que cette affaire a été révélée par une femme nommée Lady Wingfield, servante de ladite reine et qui partageait les mêmes tendances. Ladite Wingfield tomba soudain malade et, peu de temps avant sa mort, elle informa (ses interlocuteurs) de l'affaire ».

## Famille et carrière
Bridget est la fille de Sir John Wiltshire et de Margaret Graunt (fille de Simon le Grand et Catherine Percy), de Stone Castle, à Shurland, Kent. Elle intègre la maison de Catherine d'Aragon avant 1520 car elle assiste à la rencontre du Champ du Drap d'Or dans le nord de la France. Quelque temps plus tard, Bridget devient dame de chambre de la nouvelle reine, Anne Boleyn, après son mariage avec Henry VIII.

### Mariages et enfants
En 1513, elle épouse Sir Richard Wingfield, courtisan, diplomate et Lord Deputé de Calais, qui était veuf de Catherine Woodville, sœur cadette de la reine consort d'Edward IV, Elizabeth Woodville . Ensemble, Sir Richard et Bridget ont eu dix enfants :
- Charles Wingfield (1513-24 mai 1540)
- Thomas Wingfield, membre du Parlement
- Jacques Wingfield (1519- 1587), homme politique au service de Stephen Gardiner
- Henri Wingfield
- Jane Wingfield, épouse de Thomas Worlich, puis de Francis Roe
- Marie Wingfield
- Margaret Wingfield, épouse de Sir Thomas Newman, puis d'un fils de la famille Moyle
- Anne Wingfield, mariée dans la famille Maidenhead
- Elizabeth Wingfield, mariée dans la famille Latimer
- Catherine Wingfield

Après la mort de Sir Richard, en 1525, Bridget épouse en secondes noces Sir Nicholas Hervey d'Ickworth, ambassadeur auprès de l'empereur Charles V, et fidèle partisan d'Anne Boleyn. Bridget et Sir Nicholas ont six enfants, George Hervey, Cecily Hervey, Bridget Hervey, Isabella Hervey, Eleanor Hervey et William Hervey.
Après la mort de Sir Nicholas, le 5 août 1532, Bridget épouse Sir Robert Tyrwhitt.
Bridget est décédée après avoir donné naissance à Joan et Arthur Tyrwhitt.